# Kabupaten Bungo
Kabupaten Bungo är ett kabupaten i Indonesien.   Det ligger i provinsen Jambi, i den västra delen av landet, 800 km nordväst om huvudstaden Jakarta. Antalet invånare är 319 943. Arean är 4 659 kvadratkilometer.
Terrängen i Kabupaten Bungo är platt åt nordost, men åt sydväst är den bergig.
Kabupaten Bungo delas in i:
- Bathin II Pelayang
- Bathin III
- Bathin III Ulu
- Batin II Babeko
- Bungo Dani
- Jujuhan
- Jujuhan Ilir
- Limbur Lubuk Mengkuang
- Muko-Muko Bathin VII
- Pasar Muara Bungo
- Pelepat
- Pelepat Ilir
- Rantau Pandan
- Rimbo Tengah
- Tanah Sepenggal
- Tanah Sepenggal Lintas
- Tanah Tumbuh